# 岩本えり
岩本 えり（いわもとえり、1979年1月24日 - ）は日本の女優。広島県出身。
日本大学芸術学部演劇学科卒業。劇団AtticTheateにて一年間活動後、フリーで活躍。2007年から2013年の解散まで、劇団乞局（こつぼね）に在籍。ウィーズカンパニーを経てクリオネ所属。

## 出演

### 舞台
- さいたま彩の国芸術劇場「伝染」作演出・竹内銃一郎
- ピーター・オイストン(RADA)演出・ギリシャ悲劇「バッコスの信女」
- カメレオン会議「キリコの小舟」演出・竹内銃一郎
- 2004年 新国立劇場「ピルグリム」作演出・鴻上尚史
- 2005年 ポツドール「愛の渦」
- 2005年 チェルフィッチュ「目的地」
- 2006年 ポツドール「女のみち」
- 2006年 新国立劇場「エンジョイ」作演出・岡田利規
- 2007年 キラリ☆ふじみプロデュース「耽餌」作演出・下西啓正
- 2007年 乞局第13回「陰漏（かげろう）」
- 2007年 ポツドール「女の果て」
- 2008年 乞局第14回「杭抗（こっくり）」　第15回「邪沈（よこちん）」
- 2009年 乞局第16回「芍麗鳥（しゃっくり）」　第17回「汚い月」
- 2010年 FOSSETTE×feblabo×エビス駅前バー「ゆらぎり」脚本：成島秀和（こゆび侍）演出：古川貴義（箱庭円舞曲）
- 2010年 乞局第18回「裂躯（ざっくり）」
- 2010年 ブス会「女の罪」作演出・ペヤングマキ
- 2011年 ブス会「淑女」作演出・ペヤングマキ
- 2024年 MODE「うちの子は」作：ジョエル・ポムラ 演出：松本修[1]
- 2024年 城山羊の会「平和によるうしろめたさの為の」作・演出：山内ケンジ[2]

### 映画
- フライングキック（紺谷昌充監督・黒澤SFC2006最終ノミネート作品）
- ぐるりのこと。（2008年、橋口亮輔監督）

### テレビドラマ
- 金曜プレステージ「十津川刑事の肖像5」（2012年4月6日、フジテレビ）
- トリリオンゲーム 第3話（2023年7月28日、TBS） - 客 役
- 法廷のドラゴン 第1話（2025年1月17日、テレビ東京） - 依頼人 役[3]